# Planty (Krakkó)

Az óvárost övező Planty (zölddel)

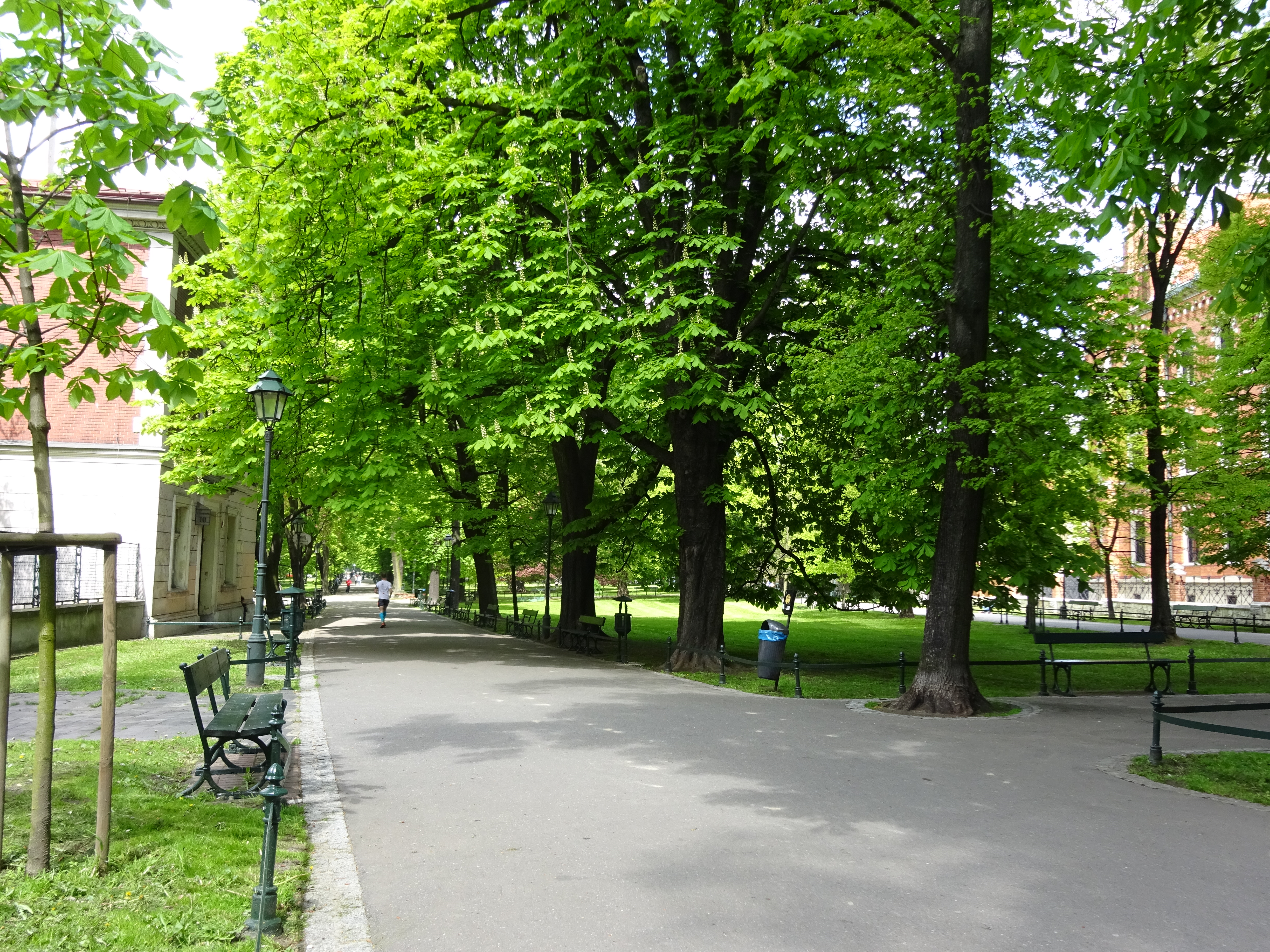
Tavaszi kilátás a Wawel felé

A Planty városi park Krakkóban, melyet 1822 és 1830 között alakítottak ki az Óváros körül. Területe 21 hektár, hossza 4 km.

## Története
Lengyelország a 18. század végén, a három felosztás folyamatában elvesztette függetlenségét, Krakkó Habsburg uralom alá került. A 19. század elején az osztrák hatóságok számos olyan intézkedést hoztak, amelyek célja a nemzeti kultúra és a lengyelek védekező képességének gyengítése volt. Így került sor pl. a Régi Mária temető felszámolására, vagy a várost körülvevő katonai védőművek, várfalak és tornyok bontására, az ezek előtt futó várárkoknak földdel való feltöltésére. Utóbbi révén elhanyagolt, üres terület jött létre a város körül, mely szeméttárolóként és szennyvízvezetőként szolgált.
1820-ban a városi polgárok összefogtak, hogy „városi kerteket” hozzanak létre a területen Planty névvel. Az elnevezés egyszerre utal a növényekre (palánta) és a tisztogatás, ültetés folyamatára (plántál). A krakkóiak azonban hosszú ideig a Plantacye, Plantacje vagy egyszerűen csak a „városi sétány” megjelölést használták rá.
A park kialakításának ötletadója, fő kezdeményezője és tervezője Feliks Radwański volt. 1826-os halála után Florian Straszewski lett a munkálatok vezetője, aki 1830-ban alapítványt hozott létre, hogy biztosítsa a Planty fenntartását. A munka kezdetén a területet megtisztították a törmelékektől, feltöltötték az árkokat, a felszínt kiegyenlítették, majd termékeny talajjal fedték le. A Barbakán épületét korábban nem bontották el az osztrák hatóságok, így az máig megmaradt a kialakított parkban. A következő lépésben a területet fákkal ültették be, elsősorban gesztenyefákkal, valamint juharfákkal, hársfákkal, kőrisfákkal, nyárfákkal és egzotikus fák egyedi példányaival. Ez után cserjéket, pázsitot és virágágyásokat telepítettek, végül sétányokat és játszótereket alakítottak ki. 1827-től a Wawel-dombot őszibarack- és szőlőültetvényekkel borították be a déli lejtőin, de ezeket az 1850-es években az osztrák hadsereg felszámolta, hogy a dombon fellegvárat és kaszárnyát alakítson ki.
A későbbi években kioszkok és koncertpavilonok kaptak helyet a parkban. A szokásos ápolási munkákat szakképzett kertészek végezték. A városi hatóságok 1879-es rendelete szerint kilenc részre osztották a területet, és így gondozták a növényeket. A rendszer a 20. század közepéig működött.
A Planty idővel korzóvá, társadalmi összejövetelek és nemzeti ünnepségek színhelyévé vált. 1871-ben létrehozták a Park Bizottságot (Komisja Plantacyjna), amely a park ügyeinek szervezéséről és folyamatos ápolásáról gondoskodott. A bizottság kezdeményezésére kezdték el műalkotásokkal díszíteni a parkot. A hagyomány szerint a második világháború előtt a Lubicz utcánál állt egy szilfa, melyet Tadeusz Kościuszko ültetett. 1919-ben a Lengyelországban régóta népszerű, „a szabadság tölgye” fát ültettek a Jagelló Egyetemhez tartozó Collegium Novum elé. A második világháború idején a park jó része elpusztult. A németek cserjéket, bokrokat vágtak ki, és „háborús célokból” elvitték a fémkerítést, mely elválasztotta a sétautakat és a zöld növényzetet.
A háború után a parkfenntartás a Planty további romlásának megakadályozására korlátozódott. A városi kert újjáélesztése Janusz Bogdanowski építész, várostervező nevéhez fűződik, vállalkozása 1989-ben indult. A felújítás néhány éve alatt pótolták és helyreállították az utcabútorokat. Elegáns lámpákat, kerítéseket, padokat telepítettek, alacsony kőfalak segítségével megrajzolták az egykori tornyok, városkapuk és várfalak nyomvonalát.
A Planty napjainkban nyolc nagyobb kertre oszlik:
- Wawel – a Powiśle utcától a Franciszkańska utcáig
- Egyetem (Universytet) – a Franciszkańska utcától a św. Anny utcáig
- Művészeti Palota (Pałac Sztuki) – a św. Anny utcától a św. Tomasz utcáig
- Florianka – a św. Tomasz utcától a Sławkowska utcáig
- Barbakán – a Sławkowska utcától a Szpitalna utcáig
- Pályaudvar (Dworzec) – a Szpitalna utcától a Mikołajska utcáig
- Gródek – a Mikołajska utcától a Dominikańska utcáig
- Stradom –  a Dominikańska utcától a Grodzka és Stradomska utcáig

## Környezete
A következő történelmi épületek találhatók a Planty közelében:
- Barbakán (Barbakan)
- Flórián-kapu (Brama Floriańska)
- Paszományverők bástyája (Baszta Pasamoników)
- Asztalosok bástyája (Baszta Stolarzy)
- Ácsok bástyája (Baszta Cieśli)
- Zakopianka Kávéház (Cafe Gallery Zakopianka)
- Művészeti Palota (Pałac Sztuki)
- Karol Szymanowski Filharmónia (Filharmonia im. Karola Szymanowskiego w Krakowie)
- Juliusz Słowacki Színház (Teatr im. Juliusza Słowackiego w Krakowie)
- Krakkói Zeneakadémia épülete (Gmach Akademii Muzycznej w Krakowie)
- Szent Kereszt-templom (Kościół św. Krzyża w Krakowie)
- Szent Kazimir herceg-templom (Kościół oo. Reformatów)
- Szentháromság-temploma (Kościół oo. Dominikanów)
- Assisi Szent Ferenc-templom (Kościół oo. Franciszkanów)
- Püspöki palota (Pałac Biskupi)
- Collegium Novum (Collegium Novum Uniwersytetu Jagiellońskiego)
- Collegium Witkowski (Collegium Witkowskiego Uniwersytetu Jagiellońskiego)
- Wawel

## Művészet
A Planty számos alkotót inspirált. Példaként említhető Jan Stanisławski ("Planty krakowskie"), Witold Wojtkiewicz ("Planty w Krakowie"), Aleksander Trojkowicz ("Barbakan") vagy Stanisław Wyspiański ("Planty o świcie" és "Chochoły – Planty nocą") festményei, valamint Maria Pawlikowska-Jasnorzewska költő "Planty" című verse.
Műalkotások:
A Podzamcze utcától a św. Idziego utca felé (az óramutató járásával megegyező irányban) haladva a Plantynál a következő műalkotások álltak vagy állnak ma is:
- Baglyok. Bronisław Chromy alkotása (1961). A nagy és két kis bagolyból álló, kőből készült kompozíció gyakran esik "gyűjtők" prédájává. 2015-ben a szobor felújításakor a hiányzó figurákat pótolták és a nagy baglyot megtisztították.
- Stefan Banach (1892-1945) és Otton Nikodym (1887-1974) lengyel matematikusok emlékműve (2016). Stefan Dousa bronz alkotása.
- Tadeusz Żeleński ("Boy") (1874-1941) író, fordító mellszobra (1985). Edward Bush szobra.
- Krakkó műemlékeinek adományozóiról és megmentőiről megemlékező bronz emléktábla a Régészeti Múzeum kertjének falán (1978). A táblát Henryk Jabłoński, a Lengyel Népköztársaság Államtanácsa elnöke állította.
- Grażyna és Litawora kőszobra (1884). Alfred Daun alkotása. A szobor Adam Mickiewiczre és a költő Grażyna és Litawora című elbeszélő költeményére emlékezik.
- Adam Stefan Sapieha (1867-1951) bíboros szobra (1976). A bronzból készült alkotást August Zamoyski tervezte.
- Chopin zongorája-szökőkút (2006). Maria Jarema 1949-es terve alapján Wanda Czełkowska és Marta Kozielec készítette.
- Az 1932–1933 közötti ukrajnai nagy éhínség áldozatainak emlékműve (2008). Bronzból készült, falra szerelt dombormű.
- Kegyelmes Szűzanya kőszobra (1771). A Mária-templom körül elterülő Régi Mária temető bejárati kapujánál állt a temető 1797-ben történt felszámolásáig. Akkor a szobrot a kapucinusok vásárolták meg árverésen. Jelenlegi helyén 1941-től látható.
- Kopernikusz (1473-1543) csillagász kőszobra (1900). Cyprian Godebski alkotása. Eredetileg a Collegium Maius udvarán állt, jelenlegi helyére, a Collegium Witkowski elé 1953-ban került.
- Artur Grottger (1837-1867) festő mellszobra (1903). Wacław Szymanowski alkotása.
- Frederic Chopin emlékműve (már nem létezik). Władysław Marcinkowski alkotása volt, 1890 és 1931 között a św. Tomasza utcánál állt. Egy nagyobb emlékmű felállítása miatt lebontották, de a második világháború meghiúsította a terveket.
- Lilla Weneda szobra (1885). Alfred Daun műalkotása. Juliusz Słowackinak állít emléket, aki tragikus költői művet írt ezzel a címmel. Az eredetileg kőből készült szobrot 1897-ben bronzöntvénnyel cserélték le. Az új szobor megrendelője dr. Henryk Jordan volt.
- Rejtan Tadeusz (1742-1780) politikus, nemzeti hős emlékműve (1856-1859 között készült, 1890-ben avatták fel). Teodor Zakrzewski munkája. 1946 februárjában vihar pusztította el. Czesław Dźwigaj szobrász újította fel 2007-ben.
- Jadwiga és Jagiełło szobra (1886). Karna Knaus terve alapján Oskar Sosnowski készítette. Az emlékművet a Lengyel-Litván Unió 500. évfordulója alkalmából állították, Szent Hedvig (Anjou Jadwiga királynő) és II. Ulászló lengyel király alakját formázza meg.
- Tó (1904). Fekvő nyolcas alakú, japán stílusú mesterséges tavacska szigettel, rajta nyírfákkal, íves hidacskával, valamint szökőkúttal.
- Emlékmű a Hárfásnak (Bojan) (1886). Pius Weloński alkotása. A bronz emlékmű Bohdan Zaleski költő tiszteletére készült Rómában, Konstanty Wołodkowicz földbirtokos adományából. Jelenlegi helyén 1904-től áll, korábban a Barbakán másik oldalán volt.
- Temető és emlékmű a szovjet katonák számára (elköltöztetve).  Az emlékmű 19 szovjet katona sírja is volt, akik a város felszabadítása során haltak meg. 1945-ben emelték, Marcin Bukowski és Karol Muszkiet tervezte. 1997-ben az emlékművet és a sírokat átköltöztették a Prandoty utcai katonai temetőbe.
- Jan Matejko szobra (2013). Jan Tutaj készítette.
- Martin Oracewicz paszományverő emléktáblája (1897). A tábla a bari konföderáció hősének állít emléket, aki Krakkó védelmekor 1768-ban megölte a cári parancsnokot, Ivan Panin tábornokot (a tábla téves, valójában Bock ezredes volt a megölt parancsnok).
- Az 1936-os krakkói események emlékműve (1989). A lengyel állami rendőrség által 1936. március 23-án meggyilkolt nyolc sztrájkoló, a Semperit gumigyár alkalmazásában álló munkás emlékére állították. Az emlékmű szikla kereszttel.
- Florian Straszewski emlékműve (1874-ben készült, 1875-ben avatták). Edward Stehlik alkotása. A Tátra gránitjából készült obeliszk a Planty és a Kościuszko-halom legfőbb kezdeményezőjének állít emléket.
- Michał Bałucki emlékműve (1911). Tadeusz Błotnicki alkotása.
- Narcyz Ignacy Wiatr (Zawoja”) (1907-1945) parasztpárti politikus, a lengyel földalatti hadsereg ezredesének emlékműve (1992). A szobor alkotója Bronisław Chromy.
- Holtak lámpása (Szent Gertrude-kápolna) (1710).

## Fordítás
- Ez a szócikk részben vagy egészben a Planty (Kraków) című lengyel Wikipédia-szócikk ezen változatának fordításán alapul.  Az eredeti cikk szerkesztőit annak laptörténete sorolja fel. Ez a jelzés csupán a megfogalmazás eredetét és a szerzői jogokat jelzi, nem szolgál a cikkben szereplő információk forrásmegjelöléseként.